# Fiorinia bidens
Fiorinia bidens är en insektsart som beskrevs av Green 1905. Fiorinia bidens ingår i släktet Fiorinia och familjen pansarsköldlöss.
Artens utbredningsområde är Sri Lanka. Inga underarter finns listade i Catalogue of Life.